# Литвинов Віталій Васильович
Литви́нов Віта́лій Васи́льович (2 грудня 1940 , Вище, Ворошиловградська область  — 6 квітня 2020 ) — радянський та український науковець, фахівець у галузі інформатики, зокрема математичного й програмного забезпечення обчислювальних машин та систем, імітаційного моделювання.
Доктор технічних наук (1986), професор (1989), завідувач кафедри інформаційних технологій та програмної інженерії Чернігівської політехніки. Дійсний член Академії технологічних наук України.
Лауреат Державної премії СРСР 1986 року, Державної премії України в галузі науки і техніки 2006 року та Державної премії України в галузі освіти 2017 року.

## Біографія
Віталій Литвинов народився 2 грудня 1940 року у місті Верхнє (нині частина Лисичанська) Луганської області. В 1963 році закінчив Київський політехнічний інститут. Після закінчення вишу в 1963–64 роках працював на металургійному комбінаті імені Ілліча в Маріуполі на посаді старшого інженера центральної лабораторії автоматизації та механізації.
У листопаді 1963 році вступив до аспірантури Інституту кібернетики АН УРСР, яку закінчив у листопаді 1966 року і у лютому 1967 захистив кандидатську дисертацію. З 1966 року Віталій Литвинов працював в Інституті кібернетики на посадах молодшого та старшого (з 1971) наукового співробітника.
В 1975–78 роках працював на щойно створеній кафедрі прикладної математики КПІ. В 1978 році повернувся до Інституту кібернетики, де працював на посаді завідувача сектору, головного конструктора проекту в спеціальному конструкторському бюро математичних машин і систем, а після виділення із нього спеціального конструкторсько-технологічного бюро програмного забезпечення — на посаді начальника відділу цієї установи. В 1986 році Віталій Литвинов захистив докторську дисертацію й отримав Державну премію СРСР у галузі науки та техніки.
Після створення на базі бюро у 1992 році Інституту програмних систем НАН України він працював завідувачем відділу цього інституту до 2000 року, коли він перейшов на роботу в Інститут проблем математичних машин і систем НАН України, де працював до 2012. У цей період він отримав Державну премію України в галузі науки і техніки (2006).
З 2012 і до своєї смерті 6 квітня 2020 року — професор Чернігівської політехніки, де він очолював новостворену кафедру інформаційних технологій та програмної інженерії.

## Наукові досягення
Віталій Литвинов займався дослідженнями в галузі створення алгоритмічних мов імітаційного моделювання дискретних систем надвисокого рівня, спеціалізованих пакетів та інтелектуальних систем моделювання. Крім того, вчений займався проектуванням різних галузевих систем експлуатації, питаннями програмної інженерії.
Найбільш вагомим досягненням в напрямі моделювання стала розробка першої в СРСР об'єктно-орієнтованої системи моделювання АЛСІМ-БЕСМ. Вона та подальші розробки стали основою для створення сімейства пакетів моделювання різних аспектів експлуатації військово-морського флоту СРСР. Зокрема, Литвинов як заступник головного конструктора брав участь у розробці інформаційно-розрахункової системи «Юпітер» для військово-морського флоту СРСР. Саме за роботи з імітаційного моделювання, виконані в межах цього проекту, Литвинов у складі колективу був відзначений Державною премією СРСР у галузі науки і техніки 1986 року.
Роботи з автоматизації проектування та управління експлуатацією військово-морської техніки пізніше були використані КБ імені Антонова. Під керівництвом Віталія Литвинова розроблено інформаційні комплекси проектування для керування процесами обслуговування та ремонту літаків. В 1996—2002 роках науковий колектив під керівництвом Литвинова виконував розробки комп'ютерних технологій для американської корпорації Delta Air Lines та української авіакомпанії «Міжнародні авіалінії України».
У 2001—2006 роках вчений у складі колективу займався розробкою апаратно-програмних комплексів керування великими установками електронно-променевого зварювання. Разом зі співробітниками Інституту електрозварювання імені Євгена Патона НАН України ними розроблено апаратно-програмний комплекс, що дозволяє в десятки разів скоротити процес розробки програм зварювання. За цю роботу колективу присуджена Державна премія України в галузі науки і техніки за 2006 рік.
Під керівництвом Віталія Литвинова в 2003—2008 роках для потреб Служби безпеки України створювалось сімейство захищених мобільних телефонів (криптофонів), розроблялися системи оповіщення та захисту обчислювальної мережі.
Крім того, до доробку Віталія Литвинова можна віднести роботи в галузі математичного моделювання систем автоматизованого керування сільськогосподарськими підприємствами та 3D-моделювання виробок закритих шахт для забезпечення видобутку метану.

### Організаційна робота
Віталій Литвинов був членом ученої ради Чернігівської політехніки, членом вченої ради ІПММС НАН України, членом редколегій двох наукових журналів, членом двох спеціалізованих рад з захисту докторських та кандидатських дисертацій, дісним членом та головою чернігівського осередку Академії технологічних наук України.
Вчений став засновником міжнародної науково-практичної конференції «Математичне та імітаційне моделювання систем. МОДС», що щорічно проводиться у Чернігові та селі Жукин.
Під науковим керівництвом Віталія Литвинова науковий ступінь здобули три доктори та 14 кандидатів наук.
Литвинов є автором 12 монографій, 3 декларативних патентів та 183 наукових праць.

## Нагороди
- Державна премія СРСР 1986 року — за розробку методів та універсальних програмних засобів імітаційного моделювання складних технічних систем (у складі колективу).
- Державна премія України в галузі науки і техніки 2006 року — за розробку новітніх електронно-променевих зварювальних установок на основі модельно-орієнтованого управління (у складі колективу)[3].
- Державна премія України в галузі освіти 2017 року — за роботу «Науково-теоретичні, методичні та технологічні аспекти комплексної ІТ-підтримки діяльності інноваційного університету» в номінації «Вища освіта» (у складі колективу)[4].